# Boeddha's van Bamyan
De Boeddha's van Bamyan (Pasjtoe: د بودا بتان په باميانو کې De Buda butan pe bamiyano ke, Perzisch: تندیس‌های بودا در باميان tandis-ha-ye buda dar bamiyaan) waren twee monumentale standbeelden van staande boeddha's, 38 en 55 meter hoog uitgehouwen in de zijkant van een klif in de vallei in de Centraal-Afghaanse provincie Bamyan, zo'n 230 km ten noordwesten van Kaboel, op een hoogte van 2500 meter. Ze werden gebouwd gedurende de 6e eeuw, in de klassieke Grieks-boeddhistische stijl. Het grootste beeld stelde Dipankara voor.
Het hoofddeel was direct uit de zandstenen klif gehakt, maar details werden toegevoegd in een mix van modder met stro en overdekt met een pleisterlaag. Deze laag, die zo goed als volledig was weggesleten, was beschilderd om de uitdrukking op de gezichten, de handen en de plooien van de gewaden te benadrukken; de grotere was karmijnrood geverfd, terwijl de kleinere met meerdere kleuren was beschilderd. De onderste delen van de armen waren geconstrueerd uit hetzelfde mengsel van stro en klei, en werden ondersteund door houten stellages. Er wordt verondersteld dat de bovenste delen van de gezichten enorme houten maskers of mallen waren. De rijen gaten die op de foto's te zien zijn waren bedoeld voor houten pinnen die de pleisterlaag stabiliseerden.
De boeddha's, die zich bevonden in het Afghaanse Nationaal Museum, werden in de eerste week van maart 2001 vernietigd door de taliban. Deze negeerden internationale protesten en bliezen de twee beelden op, waarbij ze zeiden dat het "afgoden" betrof die onder de islam verboden zouden zijn. Onder andere Japan, Zwitserland en UNESCO hebben hun steun beloofd voor de herbouw van de beelden.
Het cultuurlandschap en de archeologische overblijfselen van de Bamiyanvallei werden in 2003 door UNESCO op de Werelderfgoedlijst geplaatst.

## Geschiedenis
Bamyan ligt aan de Zijderoute, een karavaanroute die de markten van China verbond met die van India, Centraal-Azië, het Midden-Oosten en Europa. Er lagen meerdere boeddhistische en hindoeïstische kloosters, en het was een levendig centrum voor religie, filosofie en Grieks-boeddhistische kunst. Het was een religieuze plaats van de 2e eeuw na Christus tot de komst van de islam in de 9e eeuw.
De monniken in de kloosters leefden als kluizenaars in kleine grotten uitgehakt in de zijkant van de Bamyaanse kliffen. Veel van deze monniken versierden hun grotten met religieuze beelden en gedetailleerde, felgekleurde fresco's.

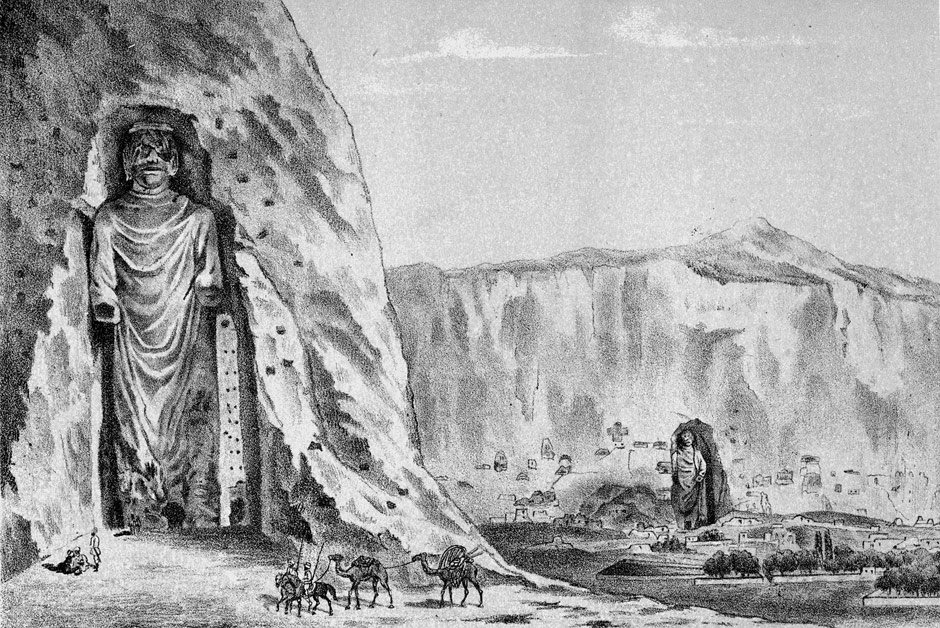
Afbeelding uit Reise der russischen Gesandtschaft in Afghanistan und Buchara in den Jahren 1878-79, 1885

De twee meest opvallende beelden waren de gigantische, staande boeddha's, respectievelijk 53 en 35 meter hoog, de twee grootste voorbeelden van staande boeddhabeelden in de wereld. Ze waren vermoedelijk de beroemdste culturele herkenningspunten van de regio.
Er wordt verondersteld dat de beelden werden gebouwd door de Kushana en de Huna, twee Indo-Europese volkeren, tijdens de hoogtijdagen van hun rijken. Deze groepen worden gezien als de voorouders van de Hazara, de meest vervolgde etnische groep in Afghanistan. De fysieke kenmerken en gezichten van de Hazara komen grotendeels overeen met die in de gevonden fresco's en relikwieën in de grotten. Ook door alle andere etnische groeperingen in Afghanistan zijn claims gemaakt, gezien het historisch belang van de boeddha's van Bamyan, maar deze zijn tot zover onsuccesvol gebleken.
De Hazara hebben de boeddha's bijna 1500 jaar beschermd, maar in 2001 hebben de taliban de beelden vernietigd. Paradoxaal genoeg heeft deze verwoesting wel nieuwe wetenschappelijke inzichten mogelijk gemaakt. Zo is door middel van koolstofdatering van resten van de pleisterlagen vastgesteld dat de kleinere Boeddha dateerde uit 507, en de grote uit 554.

### Andere beelden
De Chinese boeddhistische pelgrim Xuanzang reisde in 632 door het gebied, en beschreef Bamyan als een levendig boeddhistisch centrum "met meer dan tien kloosters en meer dan duizend monniken", en hij zei dat de beide boeddha's waren "versierd met goud en fijne juwelen". Xuanzangs beschrijving is intrigerend, aangezien hij een derde, nog groter, liggend beeld noemt van Boeddha. Volgens zijn beschrijving bevond dit 300 meter lange beeld zich in een kloostertempel op enige afstand van het koninklijk paleis. De meeste experts achten waarschijnlijk dat het boven de grond lag, en al lang geleden zou zijn vernietigd.
Desondanks werden er nog lange tijd archeologische expedities naar georganiseerd, onder meer door een Franse archeoloog, wiens speurtocht wordt beschreven door Hamida Ghafour in The sleeping Buddha. In september 2008 werd door Afghaanse archeologen de mogelijke vondst van dit legendarische "vermiste" beeld gemeld. Een team onder leiding van Zemaryalai Tarzi ontdekte een 19 meter lange "Slapende Boeddha". De afmetingen hiervan stemden echter niet overeen met die uit het verslag van Xuanzang.
Een monumentale zittende boeddha in dezelfde stijl als die in Bamyan, een mengeling van Griekse en meer plaatselijke Gandharische invloeden, bestaat nog altijd in de Bingling-tempelgrotten in de Chinese provincie Gansu.

## Vernietiging

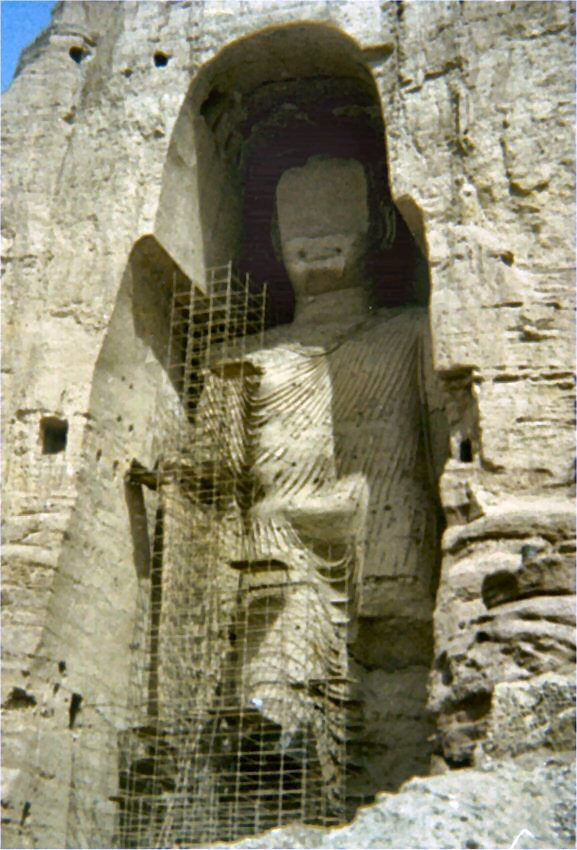
Foto uit 1976

Foto uit 2005

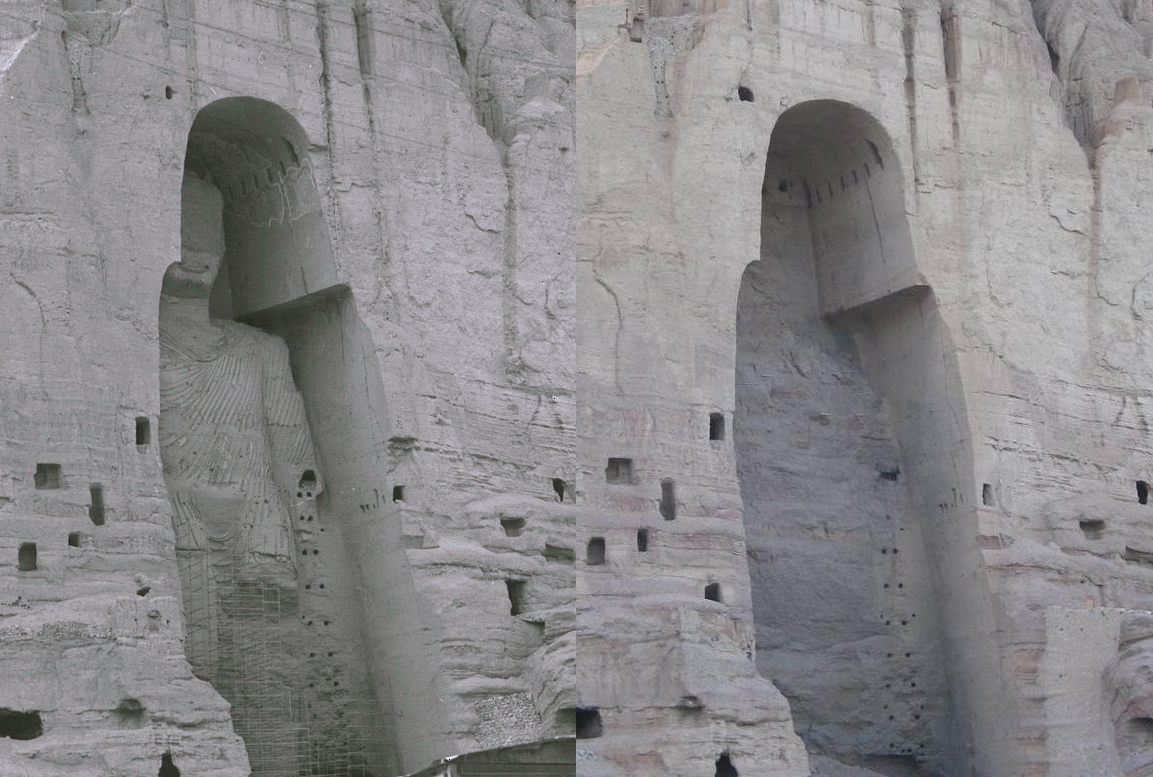
De grootste boeddha voor en na de vernietiging

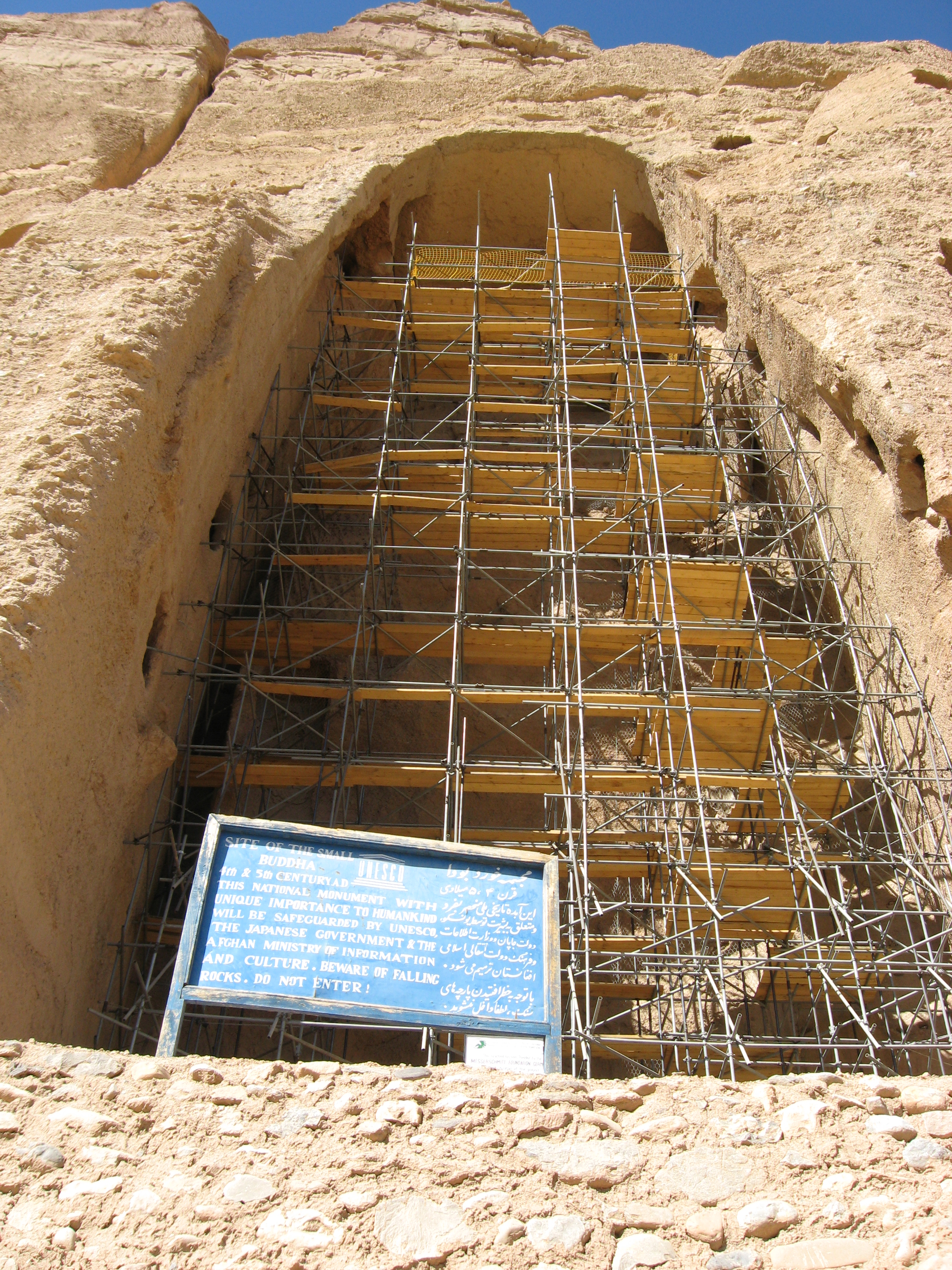
De boeddha in de steigers (1980)

Toen Mahmud van Ghazni Afghanistan in de 12e eeuw veroverde werden de boeddha's en fresco's gespaard. Aurangzeb, de laatste keizer van de Mogol en bekend door zijn religieuze fanatisme, gebruikte zware artillerie in een poging de standbeelden te vernietigen. Ook Nadir Shah gebruikte kanonnen op de standbeelden. Toch hebben de beelden de eeuwen grotendeels ongeschonden overleefd.
In juli 1999 vaardigde Mohammed Omar een bevel uit ter bescherming van de Bamyaanse boeddha's. Omdat de Afghaanse boeddhistische bevolking niet langer bestond, voegde hij hieraan toe "De regering ziet de Bamyaanse standbeelden als een voorbeeld van een mogelijke bron van inkomsten voor Afghanistan uit internationaal toerisme. De taliban zal Bamyan niet vernietigen, maar beschermen."
Afghaanse islamitische geestelijken begonnen een campagne tegen de "niet-islamitische" elementen van de Afghaanse samenleving. De taliban verbood snel daarna alle soorten afbeeldingen, muziek en sporten, inclusief televisie, in samenhang met wat zij als een precieze interpretatie van de sharia zagen.
In maart 2001, volgens de Agence France Presse in Kabul, stond er in de wet: "Gebaseerd op uitspraak van de geestelijken en de beslissing van de Hoogste Gerechtshof van het Islamitische Emiraat (taliban) moeten alle beelden in Afghanistan worden vernietigd. Alle beelden in het land moeten vernietigd worden omdat deze beelden voorheen als idolen en afgoden werden gebruikt door de niet-gelovers. Hoewel ze nu gerespecteerd worden, kunnen ze in de toekomst weer als idolen gaan dienen. Alleen God de Almachtige verdient het vereerd te worden, niet iemand of iets anders."
De minister van Informatie en Cultuur Qadratullah Jamal lichtte de verzamelde pers in over een beslissing van 400 religieuze geestelijken uit heel Afghanistan, die de boeddhistische beelden tegen de leer van de islam verklaarden. "Ze kwamen tot de consensus dat de beelden niet-islamitisch waren," zei Jamal.
Op 6 maart citeerde de Londense Times Mohammed Omar als zeggende "Moslims zouden trots moeten zijn op het vernietigen van idolen. We vereren God door ze te vernietigen." Zijn positie ten opzichte van de beelden was duidelijk veranderd van bescherming tot vernietiging. Tijdens een interview op 13 maart met de Japanse Mainichi Shimbun zei de Afghaanse minister van Buitenlandse Zaken Wakil Ahmad Mutawakel dat de vernietiging niets te maken had met de economische sancties die door de internationale gemeenschap waren opgelegd. "We vernietigen de boeddhistische beelden in overeenkomst met de islamitische wet en het is puur een religieuze actie".
Op 18 maart meldde de New York Times dat een afgezant van de taliban had verteld dat de islamitische overheid haar beslissing had genomen na een woedeaanval omdat een buitenlandse delegatie geld had geboden om de historische beelden te preserveren. De New York Times voegde daaraan toe dat andere bronnen echter meldden dat "de religieuze leiders al maanden debatteerden over de actie en uiteindelijk hadden besloten dat de beelden idolen waren en vernietigd moesten worden."
Toen kwam ambassadeur van de taliban, Sayed Rahmattulah Hashemi naar voren, en zei dat de vernietiging van de beelden was uitgevoerd door het Hoofd van de Raad van Wetenschappers nadat een Zweedse monumentendeskundige voorstelde om de hoofden van de beelden te restaureren. Hashemi zou daarop hebben gezegd: "Toen de Afghaanse raad hem vroeg om geld om kinderen te voeden in plaats van om de beelden te repareren, werd dit geweigerd 'want het geld was puur voor de beelden, niet voor de kinderen'. Hierom werd de beslissing genomen om de beelden te vernietigen.
Op 19 april 2004, tijdens een interview met de Pakistaanse journalist Mohammad Shehzad, zei Mullah Mohammad Omar het volgende: "Ik wilde de Bamyaanse boeddha's niet vernietigen. In feite kwamen er buitenlanders naar me toe, die me vertelden dat ze repareerwerk wilden uitvoeren op de Bamyaanse boeddha's die licht waren beschadigd door de regen. Dit schokte me. Ik dacht, deze ongevoelige mensen hebben geen respect voor duizenden levende mensen - de Afghanen die dood gaan van de honger, maar zijn bezorgd over niet-levende objecten zoals de boeddha's. Dit was extreem verwerpelijk. Dat is de reden waarom ik de vernietiging beval. Waren ze voor humanitaire werken gekomen, dan zou ik nooit de vernietiging van de boeddha's hebben bevolen."
De islamitische taliban-overheid besloot dat de beelden, die meer dan 1500 jaar hadden overleefd, idolen en niet-islamitisch waren. Tijdens de vernietiging betreurde de taliban-minister van Informatie Qudratullah Jamal dat "dit vernietigingswerk niet zo makkelijk is als mensen mogelijk denken. Je kan niet gewoon de beelden omver gooien door bombardementen aangezien ze beiden in de kliffen zijn uitgesneden en stevig vastzitten aan de berg." De twee grootste boeddha's werden aangevallen met dynamiet en tanks en waren na bijna een maand van intensieve bombardementen vernietigd.
Volgens Koïchiro Matsuura, directeur-generaal van UNESCO, was er een bijeenkomst van de ambassadeurs van de 54 staten van de Organisatie voor Islamitische Samenwerking (OIS). Alle OIS-staten - inclusief Pakistan, Saoedi-Arabië en de Verenigde Arabische Emiraten, drie landen die de taliban-overheid officieel erkennen - voegden zich bij het protest om de monumenten te sparen.
Een uitspraak door het ministerie van Religieuze Zaken van de taliban-overheid meldde dat de vernietiging "in overeenkomst met de islamitische wet werd uitgevoerd". Saoedi-Arabië en de Verenigde Arabische Emiraten zouden de vernietiging later veroordelen als "barbaars".
Een Pakistaanse liefdadigheidsorganisatie, Al Rasheed Trust, gevestigd in Karachi, heeft een speciale kalender uitgegeven met foto's van de vernietiging om deze te herdenken.

## Gebonden aan de herbouw
Hoewel de twee grote boeddhabeelden haast volledig zijn vernietigd, zijn hun omtrek en sommige details nog altijd zichtbaar in de nissen. Het is ook nog altijd mogelijk voor bezoekers om de grotten van de monniken te bezoeken en de gangen die ze verbinden. Deelnemend aan de internationale poging om Afghanistan te herbouwen na de talibanoorlog, hebben de regering van Japan en enkele andere organisaties zoals het Afghanistan Instituut in Bubendorf, Zwitserland en het ETH in Zürich zich verbonden aan de restauratie van de twee grootste boeddha's.

### Ontwikkelingen: 2002 en verder
In mei 2002 werd er in Sri Lanka een afbeelding van boeddha in de bergen uitgesneden. Het was ontworpen om zo veel mogelijk te lijken op de boeddha's van Bamyan.
In december 2004 ontdekten Japanse onderzoekers dat de muurschilderingen in Bamyan eigenlijk tussen de 5e en 9e eeuw waren geschilderd, in plaats van de 6e en 8e eeuw, zoals voorheen werd aangenomen. De ontdekking werd gedaan door de analyse van radioactieve isotopen die gevonden waren in strovezels onder de verflaag. Verdere ontdekkingen worden verwacht na de vergelijking van de datering van de schilderingen en de stijlen.
De Japanse artiest Hiro Yamagata heeft in 2005 het plan opgevat om de Bamyaanse boeddha's te recreëren, door middel van veertien laser-systemen die de beeltenissen van de boeddha's projecteren op de klif waar ze ooit stonden. De laser-systemen zouden door zonne- en windenergie worden aangedreven, maar is nooit gerealiseerd.
In september 2005 werd Mawlawi Mohammed Islam Mohammadi, taliban-gouverneur van de provincie Bamyan tijdens de vernietiging en over het algemeen gezien als verantwoordelijke, verkozen in het Afghaanse parlement. Op 26 januari 2007 werd hij in Kabul neergeschoten, toen hij op weg was om te gaan bidden.
De Zwitserse filmmaker Christian Frei heeft een 95 minuten durende documentaire "De Reusachtige Boeddha's" gemaakt (uitgebracht in maart 2006) over de beelden, de internationale reacties er op en een overzicht op de controverse. De film maakt de controversiële claim (een lokale Afghaan citerend) dat de vernietiging werd bevolen door Osama bin Laden en dat in het begin Mullah Omar en de Afghanen in Bamyan tegenstribbelden. Ook beweerden lokale inwoners Pakistaanse en Saoedische technici op de plaats van de vernietiging te hebben gezien.
In de zomer van 2006 namen de Afghaanse ambtenaren een besluit over het tijdstip van de reconstructie van de beelden. De mullahs in de provincie hadden besloten dat de vernietiging een ernstige fout was en dat de beelden hersteld moesten worden. Terwijl ze wachten tot de Afghaanse regering en de internationale gemeenschap besluiten of ze herbouwd moeten worden, is een 1,3 miljoen dollar kostend UNESCO-project bezig met het uitzoeken van de brokken klei en gips - uiteenlopend van brokstukken die enkele tonnen wegen tot fragmenten ter grootte van een tennisbal - en de bescherming tegen de elementen.

### Stopzetting herbouw
In 2011 bepaalde Unesco dat de beelden niet mochten worden herbouwd - de resten waren in elk geval nog van het originele materiaal en verder was het idee dat de Boeddha’s het best worden herinnerd als ze er helemaal niet meer staan. In 2014 zette Unesco de herbouw stop terwijl de Duitse organisatie Icomos al een jaar - zonder toestemming van de Afghaanse overheid - bezig was met het restaureren van de beelden. Het repareerde de voeten en benen van het kleinste beeld daarbij met ijzeren staven en beton.

## Soortgelijke vernieling
Op 11 september 2007 werd in het district Swat in het noordwesten van Pakistan een rots met een daarin uitgehouwen boeddhabeeld uit vermoedelijk de 2e eeuw voor Christus aangevallen. Ooggetuigen hadden gezien dat vermoedelijke pro-talibanmilitanten gaten in de rots rondom het beeld hadden geboord en daar dynamiet in hadden gestopt dat vervolgens tot ontploffing werd gebracht. Het beeld zelf liep slechts geringe schade op.